# Różanystok
Różanystok er staden i voivodskabet Podlaskie (Podlasie) i Polen. Den har en befolkning på 510 indbyggere.
- Zielona Dacza